# Pseudopanurgus pectiphilus
Pseudopanurgus pectiphilus là một loài Hymenoptera trong họ Andrenidae. Loài này được Cockerell mô tả khoa học năm 1913.